# Székkutas
Székkutas là một thị trấn thuộc hạt Csongrád, Hungary. Thị trấn này có diện tích 123,99 km², dân số năm 2010 là 2396 người, mật độ 19 người/km².